# Vägasked

Vägasked är en by i Norra Rörums socken, Höörs kommun. 

## Dansställe och vildmarkscenter
På 1980-talet låg ett av Sveriges största nöjesställen i byn med fyra dansgolv, varav ett golv framför dansbandorkester och tre diskotek. Dessutom fanns kiosker, spelhallar och ytterligare en utomhusscen för tillfälliga uppträdanden. Premiären på valborg hade ett besökargenomsnitt på 7 000 personer. Några av dansgolven hade öppna väggar och vid förflyttning mellan dem krävdes utomhuspromenad. Stället var därför stängt vintertid och verksamheten förflyttad till Jägersbo.
Gyllene Tider uppträdde på nöjesplatsens scen den 1 augusti 1981, vilket delvis skildrats i filmen Parkliv!
Dansställena Vägasked och Jägersbo ägdes av Jan Nilsson innan båda såldes till nöjeslegenden Ulrik Wittman, som drev verksamheten på 1980-talet. 1992 övertogs dansstället Vägasked av Kristet Center Syd, sedermera Kingdom Center, sedan deras två församlingar i Osby och Helsingborgs slagits samman. Verksamheten ändrades till ett vildmarkscenter i western-stil kallat Lone Star Konferenscenter.